# Base de la Fuerza Aérea Fairchild
Base de la Fuerza Aérea Fairchild es un lugar designado por el censo ubicado en el condado de Spokane en el estado estadounidense de Washington.